# Zemitrella sulcata
Zemitrella sulcata är en snäckart. Zemitrella sulcata ingår i släktet Zemitrella och familjen Columbellidae.

## Underarter
Arten delas in i följande underarter:
- Z. s. constans
- Z. s. sulcata